# Bác sĩ Jin
Bác sĩ Jin (tiếng Nhật: JIN-仁-) là một bộ phim truyền hình dài tập của Nhật Bản gồm 2 phần, phần đầu (11 tháng 10 - 20 tháng 12 năm 2009) và phần cuối (17 tháng 4 - 26 tháng 6 năm 2011) được phát sóng bởi đài TBS (Đài Truyền hình Tōkyō) vào mỗi 9 giờ tối Chủ Nhật. Bộ phim xoay quanh câu chuyện của một thầy thuốc tên Minakata Jin, thủ vai bởi Ōsawa Takao. Phim được chuyển thể từ bộ manga cùng tên của tác giả Murakami Motoka.

## Lên sóng tại Nhật

### Phần đầu (Jin 1)
Phần đầu có 11 tập (tương tự phần sau), chủ yếu xoay quanh sóng gió mà Minakata Jin, một bác sĩ ngoại khoa ở Tōkyō, đã phải đối mặt khi du hành thời gian ngược về thời kỳ Edo sau một tai nạn tình cờ. Sau khi cứu sống một samurai nhà Tachibana có tên là Kyōtarō, Jin đã được chính gia đình đó giúp đỡ trong tình cảnh không có nhân thân rõ ràng. Bằng khả năng y thuật đến từ thời hiện đại của mình mà Jin đã cứu sống được nhiều người, kết thân được với nhiều nhân vật quan trọng lịch sử thời Edo và mở ra một y quán mang tên Jinyu-do thu nhận các học trò là những người đam mê y học và ngưỡng mộ tài năng của Jin.
Vai chính Minakata Jin được đảm nhận bởi Ōsawa Takao, người trở lại trong một bộ phim truyền hình sau 8 năm kể từ Mukashi no Otoko (2001) (tạm dịch: Lão Nhân). Nakatani Miki, một trong những vai nữ chính cũng xuất hiện lại sau 7 năm kể từ Otosan (2003) (tạm dịch: Mẹ). Ngoài ra Ayase Haruka trong vai tiểu thư Tachibana Saki, từng đóng chung với Osawa trong Ichi (2008) ngay một năm trước đó. Phim được dẫn bởi lời đọc Endō Ken'ichi.
Ở tập 5, tỉ suất khán giả truyền hình của phim đã đạt 20% lần đầu tiên trong lịch sử các bộ phim truyền hình phát vào tháng 10. Các tập sau đó phim vẫn giữ được tỉ suất khán giả cao, đặc biệt là tập cuối với 29.8%. JIN đã trở thành bộ phim với tỉ suất truyền hình cao nhất năm 2009. Chính nhờ những đón nhận tích cực từ công chúng mà phim đã đại thành công ở các hạng mục trao giải với 33 đề cử trong và ngoài Nhật Bản, chỉ tính riêng phần 1.
Khi phần một kết thúc với nhiều dang dở, nhiều khán giả đã đặt nghi nhiều nghi vấn về phần kế tiếp của phim và việc chậm trễ trong thông báo chính thức trước truyền thông đã làm xuất hiện những ý kiến tiêu cực ở một nhóm dư luận nhỏ. Đầu năm 2010, một tờ báo tại Nhật có tên là Nikkan đưa tin JIN 2 sẽ trở lại vào mùa hè cùng năm nhưng ngay lập tức, nhà sản xuất của phim Ishimaru Akihiko đã phủ nhận thông tin này trên website chính thức. Ngày 27 và 28 tháng 12 năm 2010, phim đã được phát sóng lại trên truyền hình TBS với tựa mới Huyền thoại JIN (JIN-仁-レジェンド).

### Phần cuối (Jin 2)
Phần 2 của Bác sĩ Jin được thông báo chính thức trước công chúng và truyền thông vào ngày 8 tháng 6 năm 2010 nhưng phải đợi tới một năm sau thì mới chính thức lên sóng tập đầu tiên với độ dài hơn hai tiếng (21:00-23:03). Bốn năm sau khi Jin đặt chân tới Edo, biến cố đầu tiên liên quan tới căn bệnh beriberi hoành hành ở Edo thời bấy giờ mà mẹ của Saki (trợ lý của Jin) mắc phải, sau đó là những nỗ lực của Jin để thay đổi tiến trình lịch sử và những diễn biến liên quan đến giai đoạn tiền Chiến tranh Boshin giữa các phe phái ở Nhật Bản. Lúc này, những cơn đau đầu của Jin đã tiến triển xấu và cho thấy dấu hiệu của một khối u não. Ở phần này, người dẫn truyện Edo được thay thế bởi Imai Masayuki.
Bộ phim được vinh dự lên sóng vào đúng thời điểm TBS kỉ niệm 60 năm, trước đó, nhà sản xuất đã dự định sẽ chiếu phim ở 80 quốc gia trên thế giới (trong đó có Việt Nam vào năm 2014), ngoại trừ khu vực Nam Mỹ. Riêng tại Hàn Quốc, Châu Âu và Bắc Mỹ, Bác sĩ Jin 2 sẽ được chiếu ngay sau tháng 7.
11 tập của phần 2 tiếp tục duy trì được tỉ suất khán giả trung bình cao - hơn 20% ở cả hai vùng Kantō và Kansai, đặc biệt ở tập cuối, mặc dù kéo dài gần hai giờ đồng hồ (21:00-22:48) nhưng đã ghi nhận tỉ suất kỉ lục với 31.7% toàn quốc, khiến phim trở thành một trong những phim truyền hình được yêu thích nhất tại Nhật Bản năm 2011.

## Diễn viên
- Osawa Takao (大沢たかお) trong vai Minakata Jin - bác sĩ ngoại khoa, nhân vật chính mà câu chuyện xoay quanh
- Ayase Haruka (綾瀬はるか) trong vai Tachibana Saki - tiểu thư nhà samurai Tachibana, trợ lý cho bác sĩ Jin
- Nakatani Miki (中谷 美紀) trong vai Tomonaga Miki/Nokaze/Miki Tachibana - người yêu của Jin/một kĩ nữ (oiran) thời Edo/con cháu nhà Tachibana
- Koide Keisuke (小出 恵介) trong vai Tachibana Kyōtarō - con trai trưởng nhà Tachibana, anh trai Saki
- Asō Yumi (麻生 祐未) trong vai Tachibana Ei - mẫu thân của Kyōtarō và Saki
- Uchino Masaaki (内野聖陽) trong vai Sakamoto Ryōma - nhân vật lịch sử, một nhà cách mạng thời kỳ Edo và là bạn thân của Jin
- Kohinata Fumiyo (小日向文世) trong vai Katsu Rintarō - nhân vật lịch sử, chính trị gia của Mạc phủ Tokugawa và là cấp trên của Kyōtarō
- Fujimoto Takahiro (藤本 たかひろ) trong vai Saigō Takamori - nhân vật lịch sử, tướng quân của phiên Chōshū
- Miyazawa Kazufumi (宮沢和史) trong vai Kondō Isami - nhân vật lịch sử, kiếm sĩ và chỉ huy của Shinsengumi
- Asano Kazuyuki (浅野和之) trong vai Tanaka Hisashige - nhân vật lịch sử, nhà phát minh và bạn của Jin
- Kurokawa Tomoka (黒川智花) trong vai Công chúa Kazu - nhân vật lịch sử
- Takeda Tetsuya (武田 鉄矢) trong vai Ogata Kōan - nhân vật lịch sử, một nhà nghiên cứu y học và là bạn của Jin
- Ichimura Masachika (市村 正親) trong vai Sakuma Shōzan - nhân vật lịch sử, học giả lỗi lạc

## Nhạc phim
- Phần 1: Aitakute Ima (逢いたくていま - Em nhớ anh) trình bày Misia
- Phần 2: Itoshiki Hibi yo (いとしき日々よ - Những năm tháng ấy) trình bày Hirai Ken

## Giải thưởng

### Jin 1
| Năm  | Giải thưởng                      | Nội dung                              | Nhân vật                                               | Thành tích |
| ---- | -------------------------------- | ------------------------------------- | ------------------------------------------------------ | ---------- |
| 2010 | Giải phim truyền hình lần thứ 63 | Bộ phim hay nhất                      |                                                        | Đoạt giải  |
| 2010 | Giải phim truyền hình lần thứ 63 | Nam diễn viên xuất sắc nhất           | Osawa Takao                                            | Đoạt giải  |
| 2010 | Giải phim truyền hình lần thứ 63 | Diễn viên cống hiến nhất              | Uchino Masaaki                                         | Đoạt giải  |
| 2010 | Giải phim truyền hình lần thứ 63 | Nữ diễn viên xuất sắc nhất            | Ayase Haruka                                           | Đoạt giải  |
| 2010 | Giải phim truyền hình lần thứ 63 | Viết kịch bản xuất sắc nhất           | Morishita Yoshiko                                      | Đoạt giải  |
| 2010 | Giải phim truyền hình lần thứ 63 | Đạo diễn xuất sắc nhất                | Hirakawa Yūichirō, Yamamuro Daisuke, Kawashima Ryūtarō | Đoạt giải  |
| 2010 | Giải phim truyền hình lần thứ 63 | Nhạc phim hay nhất                    | "Aitakute Ima" bởi MISIA                               | Đoạt giải  |
| 2010 | Giải phim truyền hình Tōkyō      | Diễn viên kiêm đạo diễn xuất sắc nhất | Osawa Takao                                            | Đoạt giải  |
| 2010 | Giải phim truyền hình Tōkyō      | Sản xuất phim chất lượng nhất         | Ishimaru Akihiko                                       | Đoạt giải  |
| 2010 | Giải phim truyền hình Tōkyō      | Giải phim châu Á xuất sắc nhất        |                                                        | Đoạt giải  |

### Jin 2
| Năm  | Giải                                           | Nội dung                    | Nhân vật          | Thành tích |
| ---- | ---------------------------------------------- | --------------------------- | ----------------- | ---------- |
| 2011 | Giải phim truyền hình Tōkyō                    | Bộ phim hay nhất            |                   | Đoạt giải  |
| 2011 | Giải phim truyền hình Tōkyō                    | Diễn viên cống hiến nhất    | Uchino Masaaki    | Đoạt giải  |
| 2011 | Giải phim truyền hình Tōkyō                    | Giải đặc biệt               | Đội ngũ sản xuất  | Đoạt giải  |
| 2011 | Giải phim truyền hình xuất sắc nhất lần thứ 69 | Bộ phim hay nhất            |                   | Đoạt giải  |
| 2011 | Giải phim truyền hình xuất sắc nhất lần thứ 69 | Diễn viên xuất sắc nhất     | Osawa Takao       | Đoạt giải  |
| 2011 | Giải phim truyền hình xuất sắc nhất lần thứ 69 | Diễn viên cống hiến nhất    | Uchino Masaaki    | Đoạt giải  |
| 2011 | Giải phim truyền hình xuất sắc nhất lần thứ 69 | Nữ diễn viên xuất sắc nhất  | Ayase Haruka      | Đoạt giải  |
| 2011 | Giải phim truyền hình xuất sắc nhất lần thứ 69 | Dựng bối cảnh xuất sắc nhất | Morishita Yoshiko | Đoạt giải  |
| 2011 | Giải phim truyền hình xuất sắc nhất lần thứ 69 | Đạo diễn xuất sắc nhất      | Hirakawa Yūichirō | Đoạt giải  |